# Ida Ou Gougmar
Ida Ou Gougmar (franska: Ida Ou Gougmar (CR), Ida Ou Gougmar (Commune Rurale), arabiska: اربعاء أيت أحمد) är en kommun i Marocko.   Den ligger i provinsen Tiznit och regionen Souss-Massa, i den centrala delen av landet, 600 km söder om huvudstaden Rabat. Antalet invånare är 8 134.